# Bombardeo de Achin
El bombardeo de Achin fue el ataque aéreo efectuado el 13 de abril de 2017 en el distrito afgano de Achin por la Fuerza Aérea de los Estados Unidos contra una red de cuevas que eran utilizadas como túneles por la rama afgana de Estado Islámico. En el bombardeo se utilizó la GBU-43, la mayor bomba no nuclear de la actualidad.

## Bombardeo
Según fuerzas estadounidenses el bombardeo ya se tenía previsto desde la administración de Barack Obama, y posteriormente se trasladó a los civiles a zonas seguras para evitar «daños colaterales». El ataque tuvo previsto provocar la ruptura de la ruta terrorista hacia Pakistán y la ruta hacia bases estadounidenses instaladas cerca del sitio del ataque.
El proyectil fue lanzado desde un avión MC-130 de la Fuerza Aérea de los Estados Unidos.

## Resultado

### Versión aliada
Según el gobierno de Afganistán el ataque estadounidense mató al menos a 36 combatientes y destruyó la red de cuevas artificiales que eran utilizadas como túneles.

### Versión insurgente
Según Estado Islámico dijo que el ataque efectivamente destruyó la red de cuevas pero no les causó alguna baja humana.

## Reacciones
Algunos funcionarios afganos denunciaron la acción, lo que indica su frustración con una guerra que fue liderada por Estados Unidos. El expresidente de Afganistán, Hamid Karzai, condenó los ataques en una serie de tuits diciendo: "Esta no es la guerra contra el terror, sino el uso inhumano y brutal de nuestro país como campo de pruebas para armas nuevas y peligrosas".  El presidente de Afganistán, Ashraf Ghani, dijo que el ataque fue "diseñado para apoyar los esfuerzos de las fuerzas de seguridad afganas" y "se tomaron las precauciones necesarias para evitar víctimas civiles".